# Stazione di Pontenure
La stazione di Pontenure è una stazione ferroviaria posta lungo la linea Milano-Bologna. Serve il centro abitato di Pontenure.

## Storia
La stazione fu attivata il 21 luglio 1859, all'apertura della linea Piacenza-Bologna, successivamente prolungata a Milano.  
Il 14 aprile 2012 sono stati soppressi i binari di precedenza della stazione che rimane solo posto di Comunicazione con servizio viaggiatori.
Il 7 novembre 2014 vengono rimossi tutti i restanti deviatoi in servizio rendendo la stazione inutilizzabile ai fini del passaggio da un binario all'altro o per effettuare precedenze.

## Strutture e impianti
Il fabbricato viaggiatori è una costruzione a due piani, di cui solo quello inferiore accessibile ai viaggiatori, che contiene una sala d'attesa e una sala riservata alla dirigenza del movimento.
La stazione dispone di due binari dedicati al servizio passeggeri, dotati di 2 banchine e collegati tra loro tramite un sottopassaggio; è altresì presente uno scalo merci, ormai non più utilizzato a cui erano dedicati altri binari, sia tronchi sia passanti.

## Movimento
La stazione è servita da treni regionali svolti da Trenitalia Tper nell'ambito del contratto di servizio stipulato con la regione Emilia-Romagna.
La stazione presenta collegamenti diretti con Piacenza, Ancona, Bologna e Milano.
A novembre 2019, la stazione risultava frequentata da un traffico giornaliero medio di circa 39 persone (22 saliti + 17 discesi).

## Servizi
La stazione è classificata da RFI nella categoria bronze.
- Biglietteria automatica
- Sala d'attesa
- Servizi igienici